# Alagnon
Der Alagnon ist ein linker Nebenfluss des Allier in Frankreich, der in der Region Auvergne-Rhône-Alpes verläuft. 

## Flusslauf
Der Alagnon entspringt im Gemeindegebiet von Laveissière, in den Monts du Cantal, an der Ostflanke des Puy Bataillouse. Die Quelle liegt im Regionalen Naturpark Volcans d’Auvergne. Der Fluss entwässert generell Richtung Nordost und mündet nach rund 87 Kilometern bei Auzat-la-Combelle als linker Nebenfluss in den Allier. Auf seinem Weg durchquert er die Départements Cantal, Haute-Loire und Puy-de-Dôme.

## Orte am Fluss
- Laveissière
- Murat
- La Chapelle-d’Alagnon
- Neussargues-Moissac
- Massiac
- Lempdes-sur-Allagnon
- Charbonnier-les-Mines
- Auzat-la-Combelle